# Stonogobiops xanthorhinica
Stonogobiops xanthorhinica es una especie de peces de la familia de los Gobiidae en el orden de los Perciformes.

## Morfología
- Los machos pueden llegar a alcanzar los 6 cm de longitud total.
- Número de vértebras: 26.[1][2]

## Hábitat
Es un pez de mar y, de clima tropical (21 °C-27 °C)

## Distribución geográfica
Se encuentra en el Pacífico occidental: Indonesia

## Observaciones
Es inofensivo para los humanos. 